# Strubelåg
Strubelåget (latin epiglottis) er en anatomisk struktur placeret i den nederste del af svælget, hypopharynx, der forhindrer at væske og fødevarer kommer i luftrøret.

## Funktion
Ved synkning lukker strubelåget ned over åbningen af luftrøret og herved forhindrer fejlsynkning af fødevarer og væske. Ved endt synkning åbnes strubelåget igen.
| Anatomi | Spire Denne artikel om anatomi er en spire som bør udbygges. Du er velkommen til at hjælpe Wikipedia ved at udvide den. |